# Cooleemee
Cooleemee é uma cidade  localizada no estado norte-americano de Carolina do Norte, no Condado de Davie.

## Demografia
Segundo o censo norte-americano de 2000, a sua população era de 905 habitantes.
Em 2006, foi estimada uma população de 968, um aumento de 63 (7.0%).

## Geografia
De acordo com o United States Census Bureau tem uma área de
2,0 km², dos quais 2,0 km² cobertos por terra e 0,0 km² cobertos por água. Cooleemee localiza-se a aproximadamente 225 m acima do nível do mar.

## Localidades na vizinhança
O diagrama seguinte representa as localidades num raio de 20 km ao redor de Cooleemee.